# Juan Artola
Pour les articles homonymes, voir Artola.
Juan Artola (né le 29 novembre 1895 à Saint-Sébastien et mort en 1937) est un footballeur international espagnol. Il participe aux Jeux olympiques d'été de 1920, remportant la médaille d'argent avec l'Espagne.

## Biographie
Juan Artola reçoit deux sélections en équipe d'Espagne lors de l'année 1920.
Il participe aux Jeux olympiques d'été de 1920 organisés en Belgique. Lors du tournoi olympique, il joue deux matchs : contre la Belgique, et l'Italie.

## Palmarès

### équipe d'Espagne
- Jeux olympiques de 1920 :
  -  Médaille d'argent.

### Real Sociedad
- Coupe d'Espagne :
  - Finaliste : 1913.